# Présidence de Millard Fillmore
13e président des États-Unis
Présidence de Zachary Taylor Présidence de Franklin Pierce
La présidence de Millard Fillmore débuta le 9 juillet 1850, date de l'investiture de Millard Fillmore en tant que 13e président des États-Unis, et prit fin le 4 mars 1853. Fillmore était déjà vice-président des États-Unis depuis un an et quatre mois lorsque la mort du président Zachary Taylor le propulsa inopinément au sommet de l'État. Il fut le deuxième président, après John Tyler, à accéder à la fonction suprême sans y avoir été élu et le dernier président whig. Le démocrate Franklin Pierce lui succéda à la Maison-Blanche.
Lorsqu'il entra en fonction, Fillmore se débarrassa du cabinet de son prédécesseur et inaugura une nouvelle politique axée sur les territoires acquis pendant la guerre américano-mexicaine. Il soutint les efforts des sénateurs Henry Clay et Stephen A. Douglas pour faire appliquer le compromis de 1850 qui réglait temporairement la question du statut des esclaves dans les territoires récemment conquis. Le compromis instaura une trêve momentanée dans le conflit qui opposaient les abolitionnistes aux États pro-esclavagistes. L'un des éléments les plus controversés de ce compromis fut le Fugitive Slave Act qui autorisait à appréhender les esclaves en fuite et à les ramener à leur propriétaire. Fillmore estimait qu'il était de son devoir de le faire appliquer mais son soutien à cette loi fit chuter sa popularité et accentua les divisions au sein du Parti whig et à l'échelle nationale. En politique étrangère, la principale réussite de son administration fut le départ de l'expédition de Perry qui avait pour but d'instaurer des relations commerciales avec le Japon. Fillmore s'opposa également aux ambitions françaises sur Hawaï et parvint à éviter une guerre avec l'Espagne à la suite des expéditions militaires de Narciso López contre Cuba.
Fillmore voulut se porter candidat à l'élection présidentielle de 1852 pour un mandat complet de quatre ans mais la convention whig désigna à sa place le général Winfield Scott qui fut battu par Pierce au scrutin général. Même si des spécialistes émettent des jugements positifs sur certains aspects de sa présidence, Fillmore est généralement considéré par les historiens comme l'un des pires présidents américains.

## Accession à la présidence
En 1848, le général Zachary Taylor, héros de la guerre américano-mexicaine, fut choisi pour être le candidat du Parti whig à l'élection présidentielle qui devait avoir lieu la même année. Pour ce qui était de désigner le colistier de Taylor, l'ancien représentant John A. Collier convainquit ses collègues de nommer Millard Fillmore, un partisan fidèle de Henry Clay, candidat malheureux à l'élection présidentielle de 1844. Après avoir été sélectionné pour être le candidat du parti à la vice-présidence, Fillmore fit campagne pour le ticket whig et il contribua à mettre fin à une brève fronde « anti-Taylor » au sein des whigs du Nord, qui avait émergé après que Taylor eût accepté le soutien d'un groupe de dissidents démocrates favorables à l'esclavage. Profitant de la division des démocrates, affaiblis par la candidature indépendante de l'ancien président Martin Van Buren, les whigs remportèrent l'élection présidentielle et Taylor entra en fonction le 4 mars 1849.

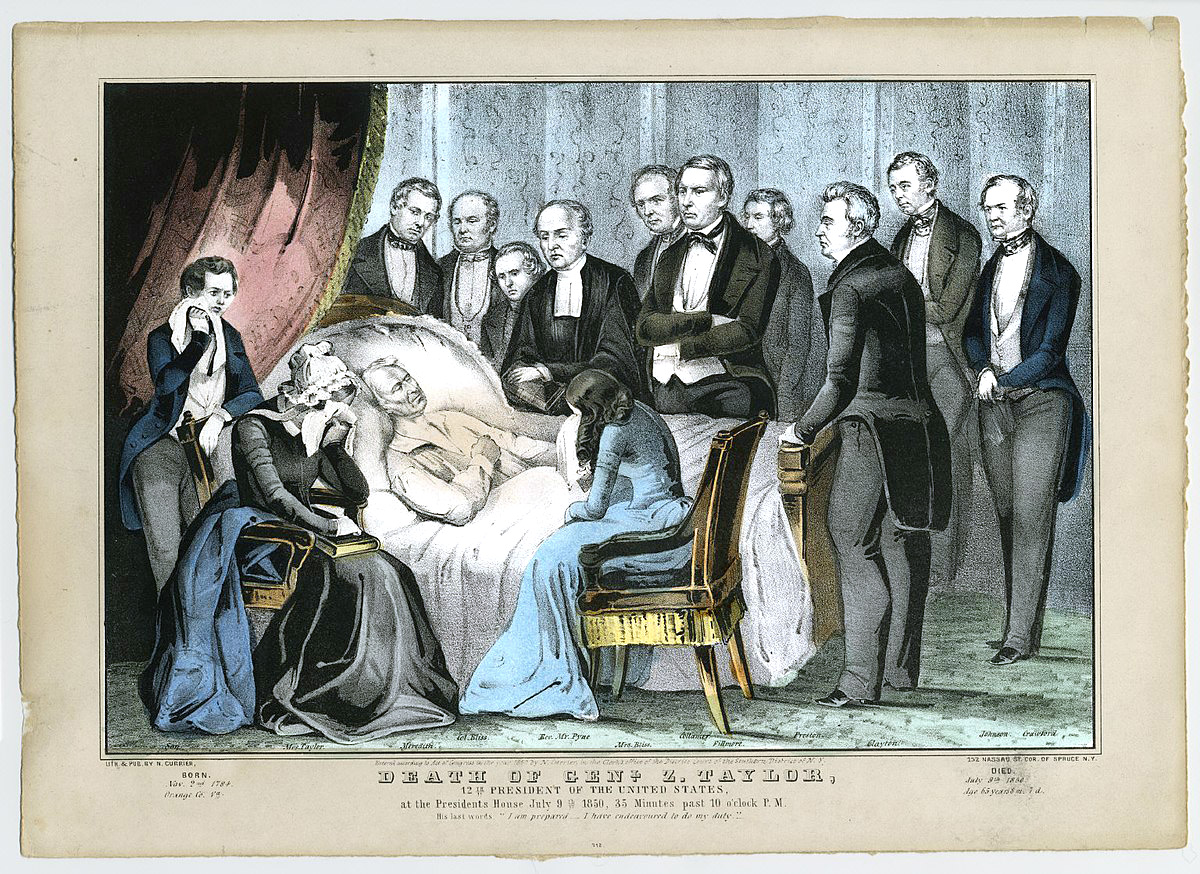
Lithographie représentant la mort du président Zachary Taylor le 9 juillet 1850. Près du lit, bras croisés, le vice-président Millard Fillmore.

Malgré la victoire du Parti whig, les démocrates restaient majoritaires à la Chambre des représentants et au Sénat, ce qui empêcha toute remise en cause des décisions du président sortant James K. Polk en matière de tarifs douaniers ainsi que sur d'autres sujets. La présidence de Taylor fut essentiellement marquée par la question du statut de l'esclavage dans les territoires cédés par le Mexique après la guerre américano-mexicaine. Le vice-président Fillmore fut rapidement marginalisé au sein de l'administration par les manœuvres du journaliste Thurlow Weed, qui voyait Fillmore comme un rival potentiel de William Henry Seward, dont Weed était très proche. De fait, Fillmore ne fut pas très heureux sous sa vice-présidence d'autant que sa femme Abigail passait le plus clair de son temps dans leur résidence de New York.
Dans la soirée du 9 juillet 1850, alors qu'il se trouvait chez lui à l'hôtel Willard, Fillmore fut officiellement informé de la mort de Zachary Taylor par une lettre signée du cabinet. Le vice-président avait passé la nuit précédente à veiller à proximité de la chambre du président avec les autres membres du gouvernement. Après avoir pris connaissance de la lettre, Fillmore se rendit au Capitole, où siégeait la Chambre des représentants, et prêta le serment présidentiel sous l'autorité de William Cranch, juge en chef de la cour de circuit des États-Unis. Contrairement à son prédécesseur John Tyler, dont la légitimité en tant que chef de l'État avait été fortement critiquée après son accession inopinée à la présidence en 1841, Fillmore fut reconnu sans difficulté comme le nouveau président par le Congrès et l'opinion publique.
La veuve du président défunt, Margaret Taylor, quitta Washington peu après la mort de son mari et la famille Fillmore put alors s'installer à la Maison-Blanche. En raison des nombreux soucis de santé de l'épouse de Fillmore, Abigail, ce fut la fille du président, Mary Abigail Fillmore, qui assuma le plus souvent le rôle d'hôtesse de la résidence présidentielle.

## Composition du gouvernement
Les membres du cabinet de Taylor présentèrent leur démission le 10 juillet et Fillmore les accepta le lendemain, ce qui fait de lui le seul président arrivé accidentellement au pouvoir à n'avoir pas conservé, au moins en partie, le cabinet de son prédécesseur. Le principal défi auquel Taylor avait été confronté était celui du statut de l'esclavage dans les territoires et cette question se retrouva immédiatement au centre des préoccupations de l'administration Fillmore. Taylor s'était opposé à une solution formulée par Henry Clay dont l'objectif était de contenter à la fois les nordistes favorables à l'abolition et les sudistes pro-esclavagistes, mais qui en réalité fut essentiellement soutenue par les sudistes. Sous sa vice-présidence, Fillmore avait indiqué qu'il était disposé à voter en faveur du compromis mais il ne s'était pas encore exprimé publiquement sur le sujet au moment de son accession à la présidence. 
Fillmore voulut profiter de la recomposition du cabinet pour réunifier le Parti whig et il prit soin d'équilibrer les nominations entre nordistes et sudistes, pro ou anti-compromis et partisans ou opposants de Taylor. Il offrit le poste de secrétaire d'État à Robert Charles Winthrop, un whig du Massachusetts hostile au compromis et très populaire auprès de ses collègues à la Chambre des représentants, mais ce dernier déclina la proposition. Fillmore se tourna alors vers Daniel Webster qui avait déjà occupé cette fonction sous les présidences de William Henry Harrison et de John Tyler. Webster s'était discrédité aux yeux de ses électeurs du Massachusetts par son soutien au compromis et, peu confiant sur ses chances d'être réélu au Sénat en 1851, il accepta de réintégrer le cabinet. Il s'affirma rapidement comme le principal conseiller du président. Deux autres sénateurs whigs influents, Thomas Corwin de l'Ohio et John J. Crittenden du Kentucky, rejoignirent également le cabinet. Fillmore désigna l'un de ses collègues juristes, Nathan Hall, en tant que maître des postes, une fonction qui jouait un rôle central dans la distribution des nominations partisanes. Charles Magill Conrad de la Louisiane devint secrétaire à la Guerre, William Alexander Graham de la Caroline du Nord fut nommé secrétaire à la Marine et Alexander Hugh Holmes Stuart, de la Virginie, obtint la direction du département de l'Intérieur. Les choix de Fillmore dans la constitution de son cabinet furent bien accueillis par les whigs, aussi bien au Nord qu'au Sud, mais l'unité du parti fut brisée peu de temps après lors du débat autour du compromis de Clay.

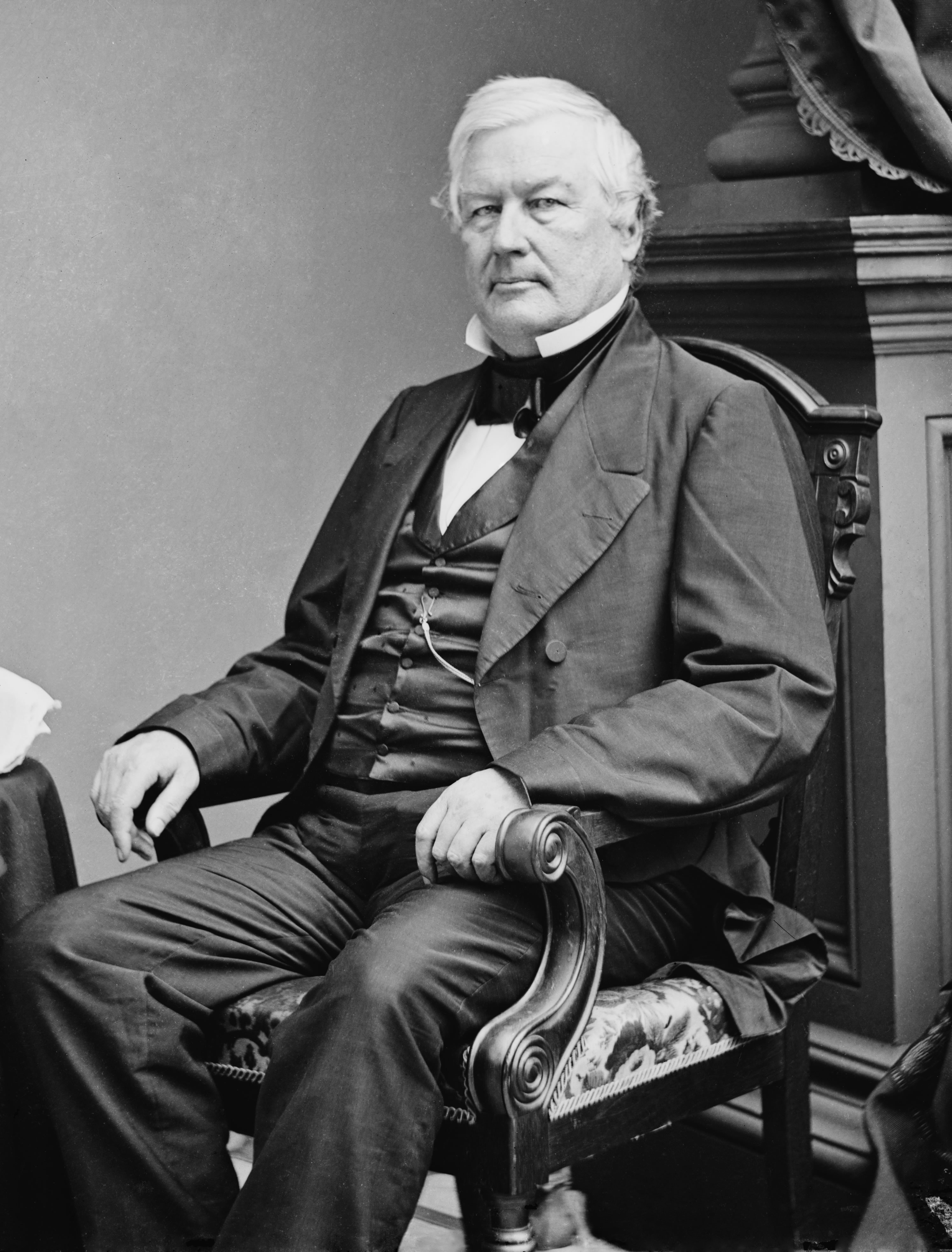
Le président Millard Fillmore photographié par Mathew Brady.

## Nominations judiciaires
Fillmore ne fit qu'une nomination à la Cour suprême des États-Unis, bien que deux vacances se produisirent au sein de la Cour durant son mandat. La première vacance eut lieu avec la mort du juge Levi Woodbury en 1851. Désireux de nommer un whig de la Nouvelle-Angleterre, Fillmore jeta son dévolu sur Benjamin Robbins Curtis. Ce dernier, âgé de 41 ans, s'était fait connaître comme un juriste de premier plan en matière de droit commercial, et sa candidature fut pleinement soutenue par le secrétaire d'État Webster. Malgré l'opposition de plusieurs sénateurs antiesclavagistes, la nomination de Curtis fut approuvée par le Sénat. Après la mort du juge John McKinley en juillet 1852, Fillmore proposa successivement pour le remplacer les noms d'Edward A. Bradford, George Edmund Badger et William C. Micou, mais le Sénat rejeta l'ensemble de ces candidatures ; ce faisant, les sénateurs démocrates s'assurèrent que la vacance serait comblée par Franklin Pierce après la fin de la présidence de Fillmore. Curtis siégea à la Cour suprême jusqu'en 1857, date à laquelle il démissionna en réaction à la décision prise par la Cour dans l'arrêt Scott v. Sandford. Fillmore nomma également quatre juges fédéraux à des cours de district, dont son propre ministre des Postes, Nathan K. Hall, à la cour fédérale du district de Buffalo.

## Politique intérieure

### Adoption du compromis de 1850

#### Contexte

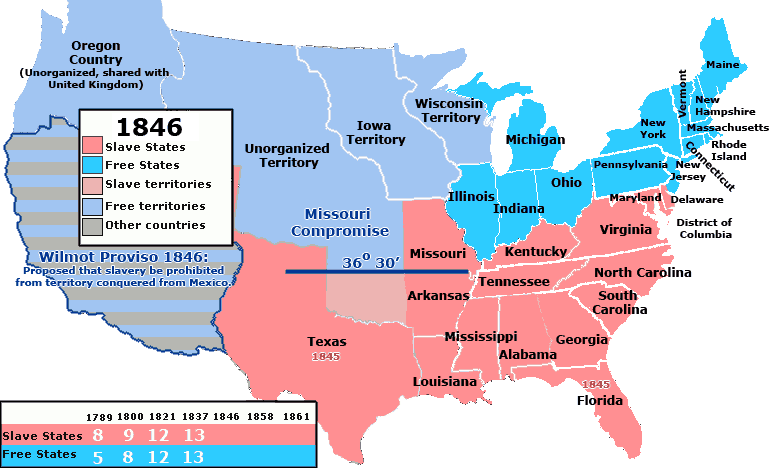
Répartition des États libres (en bleu clair) et des États esclavagistes (en rose foncé) en 1846, avant le traité de Guadalupe Hidalgo et du partage de l'Oregon.

Avant et pendant la présidence de Taylor, une controverse avait éclaté au sujet des territoires acquis lors du traité de Guadalupe Hidalgo, qui avait mis fin à la guerre américano-mexicaine. La question centrale était celle du statut de l'esclavage dans ces territoires, débat qui, pour la plupart des dirigeants, ne portait pas uniquement sur l'esclavage mais également sur la moralité, le droit à la propriété et la probité personnelle. Les sudistes les plus radicaux comme John C. Calhoun considéraient toute restriction imposée à l'esclavage comme une atteinte au mode de vie du Sud, alors que beaucoup de responsables au Nord souhaitaient mettre un terme à l'extension de cette pratique. Le fait que la plupart des territoires acquis à l'Ouest n'étaient pas propices au développement de l'esclavage, pour des raisons climatiques et géographiques, aggrava la difficulté du problème. En 1820, le Congrès avait adopté le compromis du Missouri qui avait interdit l'esclavage dans les territoires situés au nord du parallèle 36° 30′ ; cette interdiction ne concernait que les territoires rétrocédés par la France lors de la vente de la Louisiane mais un grand nombre de sudistes étaient favorables à l'extension de la ligne de démarcation jusqu'à l'océan Pacifique. Lors de la guerre avec le Mexique, un membre nordiste du Congrès avait émis une proposition de loi, connue sous le nom de « clause Wilmot », dont l'objectif était de rendre l'esclavage illégal dans les territoires conquis pendant la guerre. Bien que rejetée par le Congrès, le débat suscité par la clause Wilmot contribua fortement à exacerber les tensions liées à l'esclavage dans le pays.
Les questions territoriales concernaient les territoires de la Californie et du Nouveau-Mexique ainsi que l'État du Texas, qui avait été annexé en 1845. Comme la Californie ne disposait pas d'un gouvernement territorial organisé, les autorités fédérales avaient du mal à assurer une gestion adéquate en pleine ruée vers l'or californienne, et nombreux étaient ceux qui réclamaient l'octroi immédiat du statut d'État à cette région. Dans la vague de l'arrivée des chercheurs d'or, plusieurs centaines d'esclaves furent importés en Californie pour travailler dans les mines, ce qui fut très mal accueilli par les mineurs concurrents. En 1849, avec l'approbation du gouverneur militaire Bennet C. Riley, les Californiens tinrent une convention constitutionnelle au cours de laquelle, en prévision de l'accession imminente au statut d'État, fut rédigée une nouvelle constitution qui interdisait l'esclavage en Californie. Le Texas revendiquait pour sa part l'intégralité de la cession mexicaine à l'est du Río Grande, y compris certaines parties de l'ancien État mexicain du Nouveau-Mexique sur lesquelles il n'avait jamais exercé un contrôle de fait. Les dirigeants texans s'étaient attendus à voir leurs revendications exaucées à l'issue de la guerre américano-mexicaine mais celles-ci furent rejetées par les habitants du Nouveau-Mexique. En effet, non seulement cet État avait depuis longtemps aboli l'esclavage sur son territoire mais nombre de ses dirigeants estimaient qu'une union avec le Texas n'était pas à l'ordre du jour dans la mesure où sa capitale, Austin, se trouvait à des centaines de kilomètres ; en outre, le Texas et le Nouveau-Mexique entretenaient des relations conflictuelles depuis l'expédition de Santa Fe en 1841. D'une manière générale, la classe politique sudiste fit cause commune avec le Texas dans l'objectif d'étendre l'esclavage à de nouveaux territoires. Le président Taylor était néanmoins hostile aux ambitions texanes sur le Nouveau-Mexique et se déclara favorable à l'élévation rapide de ce dernier et de la Californie au statut d'État pour ne pas rallumer le débat autour de la clause Wilmot.
Le Congrès débattit également de la question de l'Utah qui, comme la Californie et le Nouveau-Mexique, faisait partie des territoires cédés par le Mexique à l'issue de la dernière guerre. L'Utah était essentiellement peuplé de Mormons, dont la pratique de la polygamie était impopulaire aux États-Unis. En dehors des enjeux territoriaux cependant, d'autres sujets émergèrent sur la scène nationale au cours de la présidence de Taylor : le commerce des esclaves à Washington, D. C., par exemple, suscitait un fort mécontentement au sein de la population nordiste, pour qui la perpétuation de cette pratique dans l'enceinte même de la capitale fédérale était vécue comme une honte. Les querelles en lien avec les esclaves fugitifs s'étaient également multipliées depuis 1830 car ces derniers, profitant notamment de l'amélioration des moyens de transport, s'enfuyaient désormais par les routes, les chemins de fer ou en bateau. Le Fugitive Slave Act de 1793 avait accordé  aux juges étatiques et fédéraux la capacité de statuer sur les affaires impliquant des esclaves en fuite mais plusieurs États du Nord, pointant du doigt l'absence de procédure régulière en la matière, avaient adopté des lois sur la liberté individuelle qui rendaient plus difficile le renvoi desdits esclaves dans le Sud. La situation économique délicate du Texas, qui avait accumulé une dette d'environ 10 millions de dollars du temps de son indépendance, pesa aussi lourdement dans les négociations relatives aux territoires et à l'adoption d'un compromis.

#### Sous la présidence de Taylor

Présentation du compromis de 1850 par Henry Clay au Sénat le 29 janvier 1850. Le vice-président Fillmore (assis en surplomb à droite de l'image) préside la séance.

Le 29 janvier 1850, le sénateur Henry Clay soumit à l'approbation de ses collègues un plan qui faisait la synthèse des débats en cours : admission de la Californie au sein de l'Union en tant qu'État libre, abandon par le Texas de certaines de ses revendications territoriales au nord et à l'ouest en échange d'un allègement de sa dette, création des territoires du Nouveau-Mexique et de l'Utah, interdiction d'importer et de vendre des esclaves dans le district de Columbia et enfin application d'une loi plus stricte sur les esclaves fugitifs. Dans les derniers mois de sa vie, le sénateur Calhoun tenta de liguer les sudistes contre le compromis qu'il jugeait contraire aux intérêts du Sud en favorisant la création de nouveaux États libres. Des nordistes partisans de l'abolition comme William Henry Seward ou Salmon P. Chase s'opposèrent également au compromis. La proposition de Clay fut cependant bien accueillie par de nombreux responsables politiques du Nord et du Sud dont beaucoup qualifièrent les opposants d'extrémistes. Fillmore lui-même, qui présidait le Sénat en sa qualité de vice-président, se déclara en privé favorable à la solution de Clay.
Alors que Clay avait initialement envisagé un vote séparé pour chacune des composantes de son plan, le sénateur Henry S. Foote du Mississippi le persuada de fusionner les propositions relatives à l'admission de la Californie et aux frontières du Texas en un projet de loi unique. Ce faisant, Clay espérait convaincre les parlementaires nordistes et sudistes d'approuver le plan dans sa globalité même en cas de désaccord avec certaines dispositions spécifiques. Bien qu'approuvée par plusieurs démocrates du Nord et whigs du Sud, cette initiative échoua faute de soutien et les discussions se poursuivirent. Foote et certains de ses homologues sudistes tentèrent de conditionner l'octroi du statut d'État à la Californie à l'approbation de toutes les revendications frontalières du Texas sur le Nouveau-Mexique ou bien à l'implantation obligatoire de l'esclavage dans cette dernière région en cas de non-adhésion au Texas. En outre, Foote chercha à scinder la Californie en deux États dont la ligne de démarcation aurait été située à hauteur du 35e parallèle nord. Quant au président Taylor, il se prononça résolument contre le projet de loi, étant favorable à l'octroi immédiat du statut d'État à la Californie et niant toute légitimité aux revendications texanes sur le Nouveau-Mexique. Alors que le Congrès continuait à débattre des propositions de Clay, le gouverneur du Texas, Peter Hansborough Bell, protesta vivement contre l'organisation de la convention constitutionnelle du Nouveau-Mexique, mise en place avec l'approbation du gouvernement militaire de cet État et du président lui-même. Après le déroulement de la convention, Taylor pressa le Congrès d'accorder dans les plus brefs délais le statut d'État à la Californie et au Nouveau-Mexique et se prépara à un conflit armé avec le Texas. La mort de Taylor en juillet 1850 laissa toutefois à son successeur le soin de régler les principaux dossiers de politique intérieure qui agitaient le pays.

#### Compromis

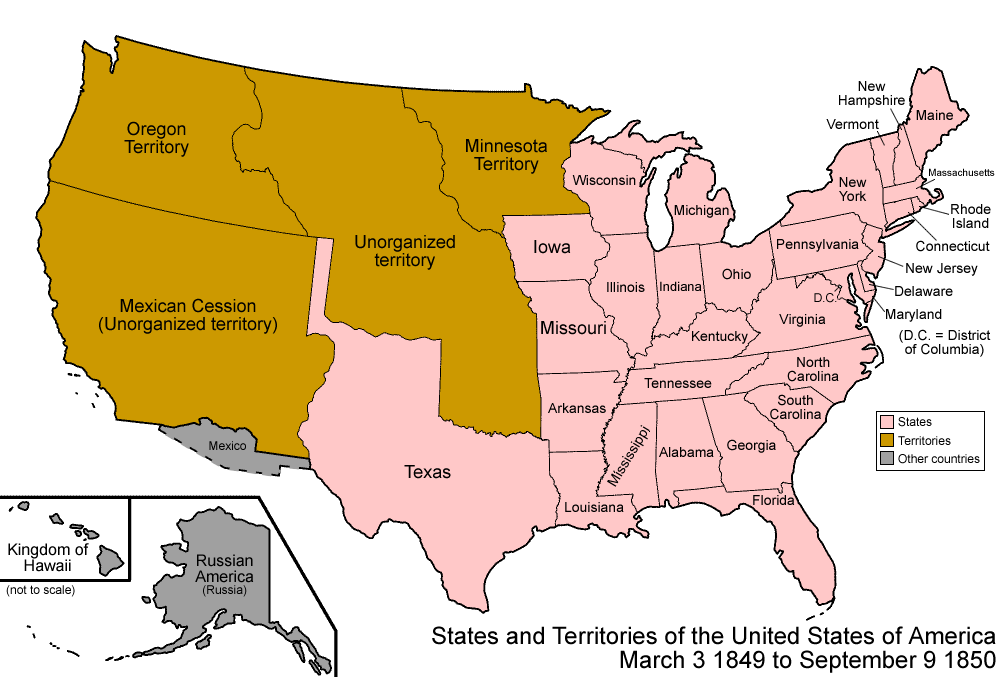
Les États-Unis au début de la présidence de Fillmore en 1850. Une grande partie de la cession mexicaine demeure non organisée.

À son arrivée au pouvoir, Fillmore était favorable dans les grandes lignes au compromis suggéré par Clay mais ne pensait pas possible de le faire adopter en une seule fois. Avec la bénédiction du nouveau président, le sénateur James Pearce du Maryland proposa de supprimer une clause relative à la frontière entre le Texas et le Nouveau-Mexique, ce qui contribua à ébranler le projet de loi ; ce dernier, au fil des échanges entre parlementaires, fut vidé de presque tout son contenu à l'exception de l'organisation du territoire de l'Utah. Le plan initial était en apparence mort et enterré et Clay quitta les bancs du Sénat à titre provisoire. Un démocrate de l'Illinois, le sénateur Stephen A. Douglas, promut cependant un nouveau compromis qui reprenait en grande partie les propositions de l'ancien, mais cette fois avec l'intention de soumettre ses composantes au vote une par une plutôt qu'en un seul bloc.
Peu après son accession à la présidence, Fillmore renforça les troupes fédérales déployées dans le secteur du Nouveau-Mexique et mit en garde le gouverneur du Texas Bell contre toute volonté belliqueuse. Dans un message adressé au Congrès le 6 août 1850, Fillmore révéla le contenu d'une lettre agressive de Bell et sa propre réponse à ce dernier, où il taxait d'illégitimité les revendications du Texas sur le Nouveau-Mexique au motif que les États-Unis s'étaient engagés à protéger l'intégrité territoriale de cet État lors du traité de Guadalupe Hidalgo. Le reste de son message exhortait les parlementaires à régler au plus vite le différend frontalier. Le président se déclara également favorable à l'octroi d'une compensation monétaire au Texas en échange de l'établissement du territoire du Nouveau-Mexique, qui retrouverait ses frontières d'avant la guerre américano-mexicaine.

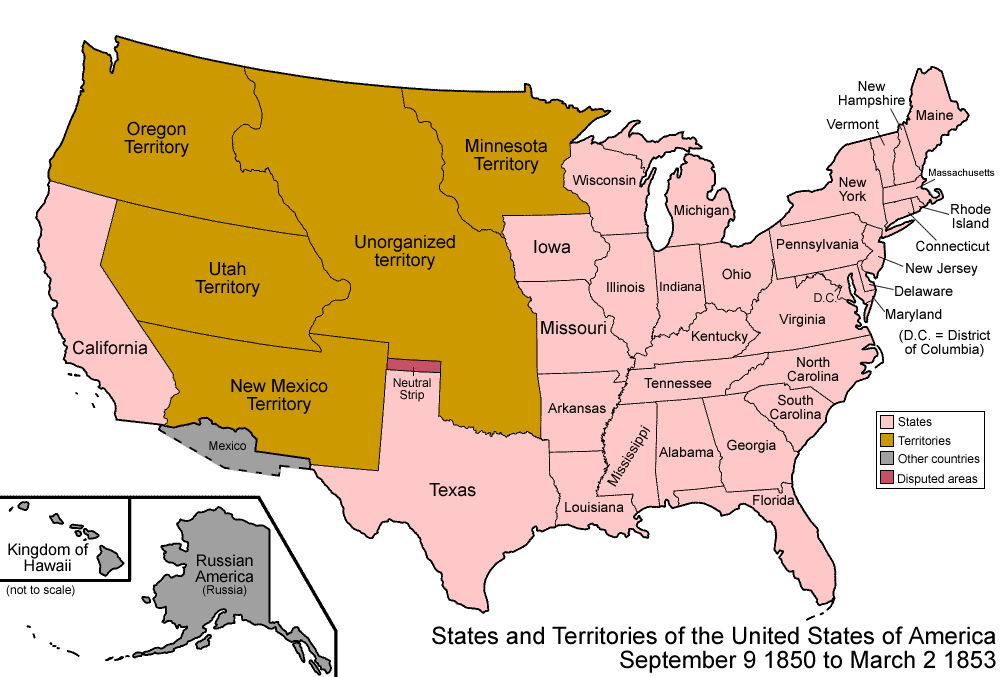
Modifications géographiques engendrées par le compromis : la Californie est admise en tant qu'État libre au sein de l'Union, le Texas renonce à certaines de ses revendications territoriales pour alléger sa dette et les territoires du Nouveau-Mexique et de l'Utah sont organisés malgré un statut de l'esclavage toujours indécis.

La riposte énergique de Fillmore aida à convaincre les sénateurs américains du Texas, Sam Houston et Thomas Jefferson Rusk, de soutenir le compromis de Stephen Douglas. À la suite de ce ralliement, un projet de loi sénatorial visant à fixer définitivement les frontières du Texas fut adopté quelques jours après la lecture du message de Fillmore. En vertu de cette loi, les États-Unis acceptaient de prendre en charge la dette texane tandis que la frontière nord du Texas était fixée au 36° 30' parallèle nord ― correspondant à la ligne du compromis du Missouri ―, une grande partie de sa frontière ouest suivant quant à elle le 103e méridien. La décision fut emportée au moment du vote par une coalition bipartisane de whigs et de démocrates nordistes et sudistes, même si la plupart des opposants au projet de loi étaient originaires des États du Sud. Le Sénat adopta dans la foulée les autres dispositions du compromis tels que l'admission de la Californie, l'organisation du territoire du Nouveau-Mexique et la mise en place d'une nouvelle loi sur les esclaves en fuite.
Le projet de loi fut ensuite discuté à la Chambre des représentants où Fillmore, Webster, Douglas, le représentant Linn Boyd et le président de la Chambre Howell Cobb firent de leur mieux pour convaincre les députés de se prononcer en faveur du texte. Le règlement de la frontière entre le Texas et le Nouveau-Mexique, tel que validé par le Sénat, fut âprement combattu dans les rangs sudistes ainsi que par certains nordistes qui estimaient que le Texas ne méritait aucune compensation monétaire. Après plusieurs votes serrés qui faillir reporter l'examen de la question, la Chambre approuva une législation sur le Texas identique à celle qui avait été votée par le Sénat. Le passage des autres dispositions du compromis, dont l'interdiction du commerce des esclaves dans le district de Columbia, posa moins de difficultés. Le président s'empressa de signer les différents projets de loi à l'exception du Fugitive Slave Act de 1850 qu'il finit cependant par ratifier lorsque le procureur général Crittenden lui assura que celui-ci était conforme à la Constitution. En dépit de la persistance d'un courant favorable à l'envoi d'une expédition militaire au Nouveau-Mexique, la législature du Texas accepta le compromis en novembre 1850.
Sitôt connue, la nouvelle de l'adoption du compromis fut célébrée par les foules à Washington et ailleurs, au cri de « l'Union est sauvée ! ». Fillmore lui-même décrivit le compromis de 1850 comme un « règlement définitif » des questions sectionnelles même si le statut de l'esclavage au Nouveau-Mexique et en Utah demeurait en suspens. L'admission de nouveaux États ou l'organisation de territoires dans la partie non organisée de l'achat de la Louisiane étaient également susceptibles de raviver à tout moment les tensions liées à l'esclavage,. Enfin, le compromis ne fit pas l'unanimité : un journal de Caroline du Sud écrivit ainsi que « le Rubicon est franchi… et les États du Sud sont désormais des vassaux dans cette Confédération ». Bon nombre de nordistes déplorèrent en outre l'entrée en vigueur de la loi sur les esclaves fugitifs.

### Loi sur les esclaves fugitifs

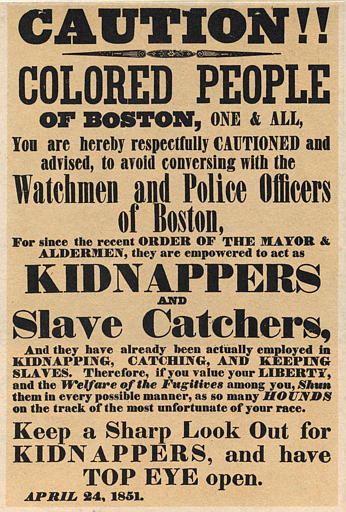
Affiche de 1851 mettant en garde les personnes de couleur contre la police de Boston à la suite de l'entrée en vigueur du Fugitive Slave Act.

Si Fillmore espérait secrètement assister un jour à la disparition de l'esclavage aux États-Unis, il s'efforça néanmoins d'appliquer avec ponctualité le Fugitive Slave Act. La mise en œuvre de cette loi devint, après 1850, la préoccupation centrale de son administration. La loi sur les esclaves fugitifs fut, pour la première fois, appliquée de manière systématique à l'ensemble du territoire américain et des commissaires fédéraux furent chargés de veiller à la bonne application de la loi dans chaque comté du pays. Comme les tribunaux fédéraux en activité étaient peu nombreux à l'époque, le recours aux commissaires permit de faire respecter la législation fédérale en court-circuitant les juridictions étatiques, souvent hostiles aux propriétaires d'esclaves et qui refusaient même parfois de traiter les cas d'esclaves en fuite. La loi sanctionnait en outre les commissaires et les marshals fédéraux qui s'arrangeaient pour permettre aux esclaves de fausser compagnie à leurs geôliers et punissait d'une amende toute personne qui serait tentée de venir en aide à un esclave fugitif ou d'interférer avec le renvoi des esclaves à leurs maîtres. Les procédures relatives aux esclaves en fuite ne comportait aucune garantie quant aux droits des accusés à bénéficier d'un procès équitable ― par exemple dans le cadre d'un procès avec jury ― et les prévenus n'étaient pas autorisés à témoigner lors de leur propre audience. Nombreux étaient les nordistes à considérer que le Fugitive Slave Act avait étendu en pratique les mœurs de la société esclavagiste dans leurs propres États et, alors que le mouvement abolitionniste était encore peu audible sur la scène nationale, de plus en plus d'habitants du Nord développèrent une haine à l'égard de l'esclavage.
De leur côté, les sudistes considéraient que la loi n'était pas appliquée de manière assez scrupuleuse et de nombreux procès ou tentatives de rapatriement d'esclaves furent préjudiciables au gouvernement comme dans le cas de Shadrach Minkins, un esclave appréhendé dans le Massachusetts et qui était parvenu à s'enfuir au Canada. Une importante controverse éclata au sujet d'Ellen et William Craft, un couple d'esclaves en fuite résidant à Boston, lorsque Fillmore menaça d'envoyer des soldats fédéraux dans la ville afin de contraindre les Craft à regagner le Sud ; la fuite des Craft en Angleterre mit cependant fin à la controverse. Les différends liés aux esclaves fugitifs, largement relayés par la presse aux quatre coins du pays, enflammèrent les passions et l'atmosphère de concorde qui avait présidé à l'adoption du compromis en fut sensiblement détériorée. La publication en 1852 du roman d'Harriet Beecher Stowe La Case de l'oncle Tom, écrit en réaction au Fugitive Slave Act, contribua à accroître encore davantage les tensions sectionnelles.

### Facteurs de désunion
Le compromis de 1850 bouleversa la configuration du champ politique sudiste, qui se structura de plus en plus dans des affrontements opposants les unionistes à une faction extrémiste appelée les Fire-Eaters (les « cracheurs de feu ») plutôt qu'entre whigs et démocrates. Les sudistes modérés élaborèrent une déclaration connue sous le nom de « plateforme de Géorgie » qui réaffirmait leur refus de la sécession mais exigeait des concessions de la part du Nord au sujet de l'esclavage. Les chefs de file des Fire-Eaters, tels que Robert Rhett ou William Lowndes Yancey, prônaient quant à eux la rupture avec les États-Unis et ambitionnaient de prendre le contrôle des États du Sud profond lors des élections législatives de 1851. Fillmore prit la menace de sécession très au sérieux et, sur les conseils du général Winfield Scott, renforça les garnisons des forts fédéraux à Charleston ainsi que dans d'autres régions du Sud. Lors du scrutin de 1851, les unionistes arrivèrent en tête en Géorgie, en Alabama et au Mississippi ; en Caroline du Sud, où les discussions sur la sécession étaient les plus avancées, l'éventualité d'une sortie unilatérale de l'Union fut également rejetée par les électeurs. Les succès électoraux des responsables sudistes favorables au compromis ainsi que les efforts entrepris par Fillmore pour faire appliquer avec vigueur le Fugitive Slave Act calmèrent temporairement les ardeurs pro-sécessionnistes dans le Sud. La volonté de rupture pure et simple était moindre dans le Nord mais cela n'empêcha pas certains hommes politiques comme Seward d'envisager, à la suite du compromis de 1850, la création d'un nouveau parti explicitement opposé à l'extension de l'esclavage. Malgré les perturbations causées par le débat sur le compromis, aucun réalignement politique majeur n'intervint sous la présidence de Fillmore et les deux grands partis du moment, whig et démocrate, s'affrontèrent normalement lors de l'élection présidentielle de 1852.

### Autres initiatives
Partisan de longue date du développement des infrastructures nationales, Fillmore sollicita des investissements dans les routes, les chemins de fer et les voies navigables. Il ratifia plusieurs projets de loi destinés à subventionner l'Illinois Central, une ligne de chemin de fer qui devait relier Chicago à Mobile en Alabama, et la construction d'un canal à Sault Sainte-Marie. L'achèvement en 1851 de l'Erie Railroad à New York incita le président et son cabinet à monter dans le premier train à destination du lac Érié, en compagnie de nombreux autres responsables politiques et dignitaires. Durant le voyage, Fillmore prononça de nombreux discours depuis la plate-forme arrière du train dans lesquels il plaidait en faveur de l'acceptation du compromis de 1850. Il effectua ensuite une tournée en Nouvelle-Angleterre avec les ministres sudistes de son gouvernement. Fillmore exhorta également le Congrès à approuver la mise en chantier d'un chemin de fer transcontinental mais ce projet ne se concrétisa qu'une décennie plus tard. Bien qu'étant un ardent défenseur du « Système américain » d'Henry Clay qui recommandait une hausse des droits de douane ainsi que la mise en place d'établissements bancaires et d'infrastructures financés par le gouvernement fédéral, il ne put convaincre les parlementaires d'agir en ce sens et aucune révision importante des lois bancaires ou du tarif douanier ne fut adoptée au cours de son mandat. À l'heure où les États-Unis traversaient une période de prospérité économique marquée par des excédents budgétaires, une grande partie de la classe politique ne jugeait en effet pas utile d'augmenter les droits de douane ou d'encourager un quelconque interventionnisme économique.
En septembre 1850, Fillmore désigna le chef de l'Église de Jésus-Christ des saints des derniers jours, Brigham Young, en tant que premier gouverneur du territoire de l'Utah. En guise de remerciement, Young attribua le nom de « Fillmore » à la première capitale locale et celui de « Millard » au comté environnant.
En août 1850, la réformatrice sociale Dorothea Dix écrivit au président pour lui demander de soutenir sa proposition de loi au Congrès visant à concéder des terres afin de financer la construction d'asiles à destination des malades mentaux pauvres. Le texte ne fut en définitive pas adopté mais Fillmore et Dix devinrent amis et continuèrent de correspondre longtemps après que Fillmore eût quitté le pouvoir.
Le 21 septembre 1850, Fillmore signa le Donation Land Claim Act of 1850 qui avait pour but de faciliter l'implantation des colons blancs dans le territoire de l'Oregon au détriment des tribus amérindiennes.
Constatant que de nombreux mineurs ayant participé à la ruée californienne étaient contraints de vendre leur or au rabais, Fillmore demanda au Congrès de créer un hôtel fédéral de la monnaie en Californie, ce qui déboucha sur la fondation du San Francisco Mint.

## Politique étrangère

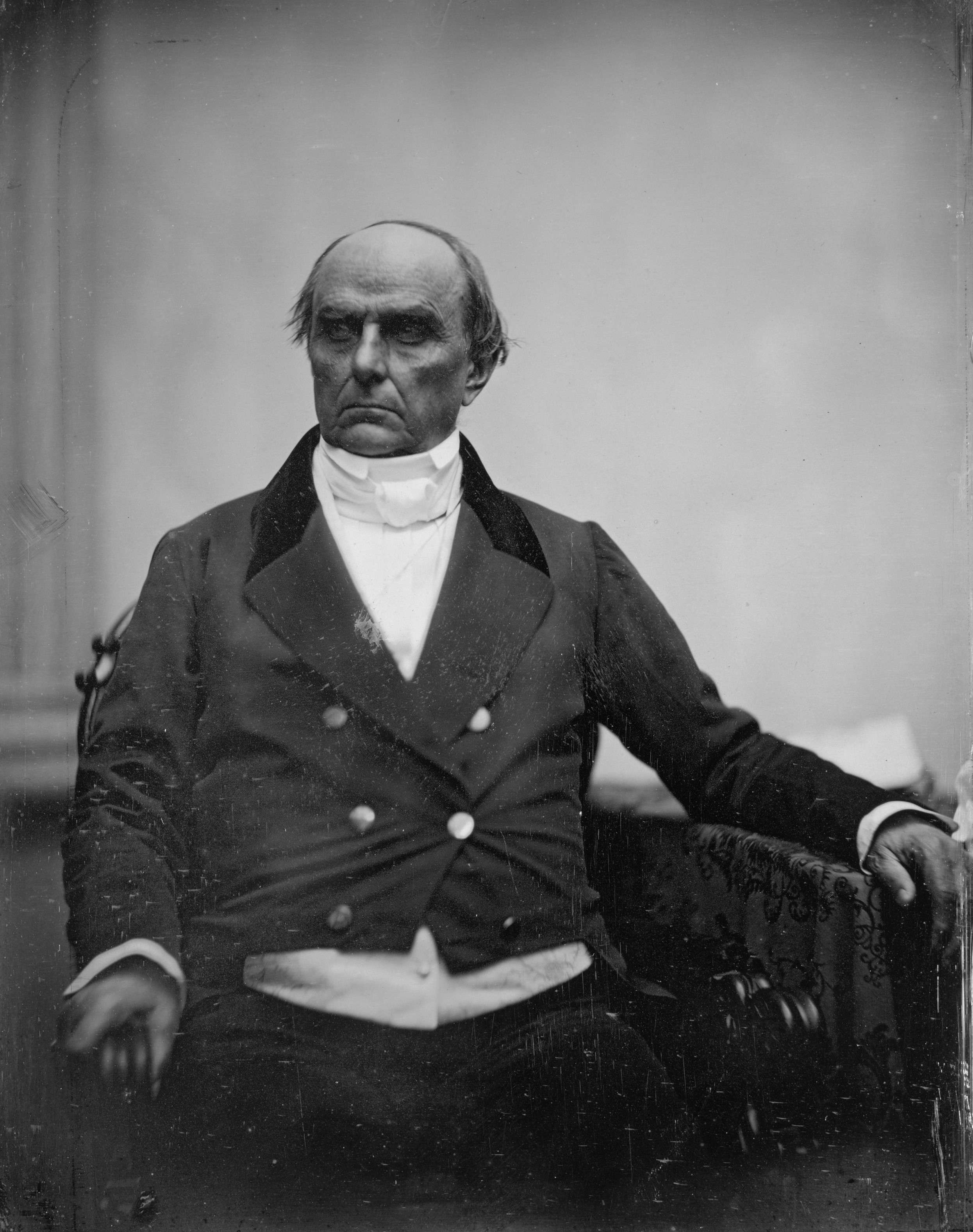
Daniel Webster fut secrétaire d'État des États-Unis pendant la plus grande partie de la présidence de Fillmore. Daguerréotype d'Albert Sands Southworth, vers 1850, Metropolitan Museum of Art.

Au cours de son mandat, Fillmore put compter sur deux secrétaires d'État remarquables, Daniel Webster puis, après la mort de ce dernier en 1852, Edward Everett. Le président suivait leur travail de près et prenait toutes les décisions importantes en matière de politique extérieure. L'administration Fillmore mena une politique particulièrement active en Asie et dans le Pacifique, notamment en ce qui concernait le Japon qui interdisait à cette époque tout contact avec des étrangers. Les milieux d'affaires américains souhaitaient ouvrir le Japon au commerce et disposer de l'autorisation de se rendre dans le pays pour avoir accès aux réserves de charbon japonaises, une préoccupation également partagée par les autorités navales. Bien des Américains étaient en outre inquiets quant au sort des marins américains naufragés qui étaient traités comme des criminels au Japon. Fillmore commença à préparer une expédition à destination du Japon en 1850, mais cette dernière, sous les ordres du commodore Matthew Perry, ne se mit en route qu'en novembre 1852. La présidence de Fillmore se termina avant que l'expédition de Perry ait pu atteindre le Japon, mais cette initiative fut une étape décisive vers la fin de la politique isolationniste japonaise. Fillmore soutint également la construction d'une ligne de chemin de fer sur l'isthme de Tehuantepec au Mexique, mais des dissensions entre les États-Unis, le Mexique et les compagnies rivales empêchèrent la réalisation de ce projet.
Dans le cadre d'une politique plus générale visant à étendre l'influence des États-Unis dans le Pacifique, Fillmore et Webster s'intéressèrent de près à l'archipel d'Hawaï, dont la position géographique entre l'Amérique et l'Asie suscitait l'intérêt de la classe politique américaine. En 1842, le président John Tyler avait instauré une doctrine stipulant que les États-Unis ne toléreraient pas l'annexion d'Hawaï par une puissance européenne. La France de Napoléon III souhaitait annexer l'archipel mais décida de faire marche arrière lorsque Fillmore émit un message de protestation déclarant que « les États-Unis n'approuveraient pas une telle action ». L'administration américaine conclut également un traité secret avec le roi d'Hawaï Kamehameha III qui prévoyait que les États-Unis bénéficieraient de la souveraineté sur Hawaï en cas de guerre. Alors que beaucoup d'Américains et d'insulaires de l'archipel étaient favorables à l'annexion d'Hawaï en tant qu'État de l'Union, les autorités fédérales étaient réticentes à accorder, pour des motifs de critères raciaux, la citoyenneté pleine et entière à la population hawaïenne.
À l'époque de la présidence de Fillmore, un grand nombre de sudistes étaient partisans d'annexer l'île de Cuba, une colonie espagnole qui pratiquait l'esclavage. L'aventurier vénézuélien Narciso López recruta à trois reprises des Américains pour mener des expéditions à Cuba afin d'en chasser les occupants espagnols. Après une deuxième tentative ratée en 1850, López et quelques-uns de ses compagnons furent inculpés pour violation de la loi sur la neutralité mais furent acquittés par des jurys du Sud entièrement acquis à leur cause. Bien que conscient de l'importance stratégique de Cuba dont il déclara que le contrôle pouvait « se révéler presque essentiel à la sécurité des États-Unis », Fillmore ordonna aux autorités fédérales d'empêcher López d'organiser une troisième expédition et déclara que son administration n'offrirait aucune protection à quiconque serait capturé par l'Espagne. López réussit tout de même à partir mais l'opération se solda cette fois par un désastre, la population cubaine ayant refusé de soutenir celui qui se présentait comme leur libérateur. López et plusieurs Américains, dont le propre neveu du ministre de la Justice Crittenden, furent exécutés par les Espagnols tandis que 160 prisonniers furent contraints de travailler dans les mines de l'île. Une brève crise éclata entre les États-Unis et l'Espagne mais des mesures prises à la suite de discussions entre Fillmore, Webster et le gouvernement espagnol, incluant la libération des prisonniers américains, permirent d'apaiser les tensions. À l'issue de cet incident diplomatique, la Grande-Bretagne et la France proposèrent un traité tripartite dans lequel tous les signataires s'engageaient à reconnaître la domination espagnole sur Cuba, mais Fillmore déclina l'offre. La ferme opposition du président aux expéditions de López, qui avaient bénéficié de nombreux soutiens au Sud — y compris chez les whigs —, accentua la division de son parti à l'approche de l'élection présidentielle de 1852.
L'un des événements les plus marquants de la présidence de Fillmore fut l'arrivée, à la fin de l'année 1851, du dissident hongrois Lajos Kossuth, qui avait pris le chemin de l'exil après une tentative de soulèvement ratée contre l'Autriche. Kossuth voulait que les États-Unis reconnaissent l'indépendance de la Hongrie. Beaucoup d'Américains étaient sensibles à la cause des rebelles hongrois, en particulier les immigrés allemands de fraîche date qui débarquaient en masse sur le territoire américain et composaient une force politique de première importance. Kossuth reçut un accueil triomphal au Congrès et Fillmore accepta de le recevoir à la Maison-Blanche sur la promesse que Kossuth n'essaierait pas d'utiliser cette rencontre à des fins politiques. Contrairement à ce qui avait été convenu, Kossuth fit un discours pour promouvoir sa cause. L'engouement américain pour Kossuth retomba et ce dernier retourna peu après en Europe ; la politique américaine sur la question hongroise ne fut pas modifiée par Fillmore qui conserva une attitude neutre.

## Élection présidentielle de 1852 et fin de mandat
À l'approche de l'élection présidentielle de 1852, Fillmore hésitait à entrer dans la course : la stricte application du Fugitive Slave Act avait sérieusement endommagé sa réputation auprès des habitants du Nord mais il bénéficiait toujours d'une popularité considérable dans le Sud, où il était considéré comme le seul candidat capable d'unifier le Parti whig. Un rival de poids était son propre secrétaire d'État Daniel Webster, qui convoitait depuis longtemps la présidence et était déterminé, en dépit de sa mauvaise santé, à accomplir une ultime tentative pour accéder à la Maison-Blanche. Webster espérait que son positionnement en faveur du compromis l'aiderait à s'imposer sur la scène nationale ; cependant, sa réputation de porte-parole des intérêts de la Nouvelle-Angleterre limitait sa capacité à galvaniser les électeurs hors de sa région natale, en particulier dans le Sud. Quoique sensible aux ambitions de Webster, son ami de longue date, Fillmore n'excluait pas la possibilité de briguer lui-même la nomination whig en 1852 afin d'empêcher Seward de prendre le contrôle du parti. Il était toutefois conscient du fait que le candidat whig à ce scrutin avait de fortes chances d'être battu et qu'une défaite risquait de mettre fin à sa carrière politique. En définitive, Fillmore maintint sa candidature et autorisa ses partisans à faire campagne en son nom. Un troisième concurrent émergea en la personne du général Winfield Scott qui, comme ses prédécesseurs William Henry Harrison et Zachary Taylor, s'était fait connaître pour ses exploits militaires. Il reçut le soutien de Seward à qui Thurlow Weed avait pourtant conseillé d'attendre la désignation formelle du candidat whig pour s'impliquer dans la campagne. Scott s'était exprimé en faveur du compromis de 1850 mais son association avec Seward le rendait infréquentable aux yeux des whigs du Sud. À l'ouverture de la convention nationale whig à Baltimore en juin 1852, les principaux candidats étaient donc Fillmore, Webster et le général Scott. Les partisans du compromis étaient partagés entre Fillmore et Webster tandis que ses opposants nordistes soutinrent la campagne de Scott.
Chez les démocrates, le rôle de Stephen Douglas dans l'adoption du compromis ainsi que sa rhétorique agressive en matière de politique étrangère plaçaient ce dernier en position de force pour être candidat à l'investiture en 1852. Toutefois, ses inimitiés au sein du parti et les rumeurs au sujet de son alcoolisme lui causèrent du tort et ce fut l'ancien secrétaire d'État James Buchanan de Pennsylvanie qui s'imposa comme le favori à l'ouverture de la convention démocrate en mai 1852. Celle-ci se résuma dans un premier temps à un duel entre Buchanan et le sénateur du Michigan Lewis Cass, qui avait été le candidat démocrate lors de l'élection de 1848, mais cette confrontation déboucha rapidement sur une impasse car aucun des deux ne parvenait à prendre l'avantage sur l'autre. Au 49e tour de scrutin, les délégués se rabattirent finalement sur un candidat de compromis, l'ancien sénateur du New Hampshire Franklin Pierce, qui n'avait pas occupé de fonctions politiques d'envergure depuis près d'une décennie. La nomination de Pierce, un nordiste dont les vues sur l'esclavage étaient proches de celles des sudistes, permit d'unifier les démocrates qui abordèrent l'élection de 1852 avec sérénité.

Résultats de l'élection présidentielle américaine de 1852.

Les débats à la convention whig débutèrent le 16 juin. Deux jours plus tard, sur l'insistance des délégués sudistes, la convention adopta une plateforme approuvant le compromis comme règlement définitif de la question de l'esclavage. Fillmore arriva en tête du 1er tour de scrutin avec 133 voix (sur les 147 nécessaires pour décrocher l'investiture), contre 131 pour Scott et 29 pour Webster. Au 46e tour de scrutin, la situation n'était toujours pas débloquée et les délégués suspendirent le vote jusqu'au lundi suivant. Les partisans de Fillmore proposèrent alors un marché à ceux de Webster : si ce dernier parvenait à réunir 40 voix à l'un des deux prochains tours de scrutin, les délégués de Fillmore se rallieraient à Webster ; dans le cas contraire, les délégués de Webster se prononceraient en faveur du président sortant. Informé des termes de l'arrangement, Fillmore donna rapidement son accord mais Webster n'y consentit que le lundi matin. Entre-temps, les partisans de Scott n'étaient pas restés inactifs et étaient parvenus à négocier le ralliement d'un certain nombre de délégués pour qui Scott faisait figure de solution de repli. Au 48e tour de scrutin, les partisans de Webster commencèrent à faire défection au profit de Scott et le général emporta la nomination au 53e tour. La défaite fut plus durement ressentie par Webster que par Fillmore qui refusa la démission de son secrétaire d'État, ainsi que celui-ci la lui proposait. Les différents courants du parti n'étaient pas uniformément satisfaits du résultat de la convention et beaucoup de whigs sudistes, dont Alexander Stephens et Robert Toombs, refusèrent de faire campagne pour Scott.
De fait, le général se révéla un piètre candidat et le Parti whig enregistra la pire défaite de son histoire. Scott ne remporta que quatre États et 44 % des suffrages alors que Pierce obtint un peu moins de 51 % du vote populaire et une majorité confortable au sein du collège électoral. L'un des facteurs de l'échec whig fut le soutien de la plateforme du parti au compromis de 1850 qui rendit vain tout effort de Scott pour courtiser les dirigeants du Parti du sol libre, lequel finit par présenter son propre candidat à la présidence en la personne de John P. Hale. La candidature de Hale fut préjudiciable au ticket whig dans les États du Nord tandis qu'une bonne partie des whigs sudistes, par méfiance ou apathie, déposèrent un bulletin Pierce dans l'urne ou s'abstinrent tout simplement d'aller voter. Les derniers mois du mandat de Fillmore s'écoulèrent sans événement notable et celui-ci quitta ses fonctions le 4 mars 1853.

## Postérité

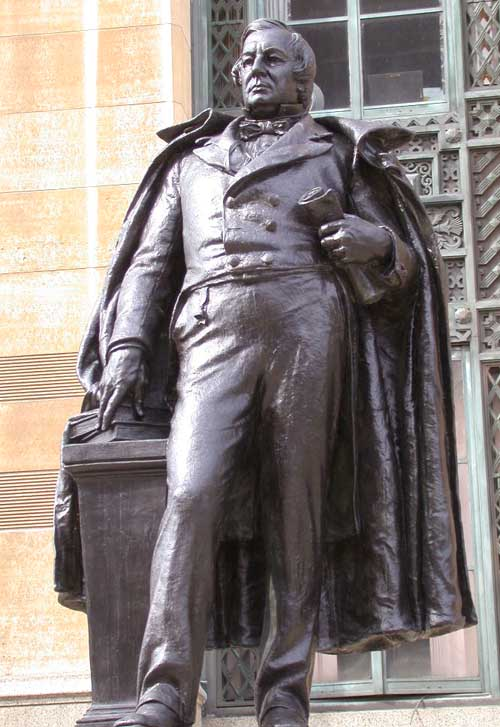
Statue de Millard Fillmore à l'extérieur de l'hôtel de ville de Buffalo, dans l'État de New York.

Selon son biographe Robert Scarry, « aucun président des États-Unis […] n'a été plus ridiculisé que Millard Fillmore ». Scarry estime que les jugements abusifs portés à son encontre proviennent souvent d'une tendance à dépeindre les présidents de la période immédiatement antérieure à la guerre de Sécession comme étant totalement dépourvus d'autorité ; le président Harry S. Truman, par exemple, « décrivit Fillmore comme un tourneur de pouces faible et insignifiant, qui n'entreprendrait jamais rien de peur d'offenser qui que ce soit » et dont la conduite fut en partie responsable du déclenchement de la guerre. Sur ce dernier point, Georges Ayache écrit que « Fillmore fut considéré à juste raison comme un des fauteurs de la guerre de Sécession en raison de ses positions obstinément ambiguës sur la question clé qu'était alors l'esclavage ». Un autre biographe de Fillmore, Paul Finkelman, note la chose suivante : « sur les questions centrales de l'époque, sa vision était myope et son héritage encore pire que cela […] Au bout du compte, Fillmore se retrouva toujours du mauvais côté des grands enjeux moraux et politiques ». Finkelman affirme en outre que la principale réussite de l'administration Fillmore, le compromis de 1850, devrait plutôt être appelé l'« apaisement de 1850 » en raison de l'abandon de la clause Wilmot, qui soumettait de fait tous les territoires de la cession mexicaine à une possible extension de l'esclavage.
Même si Fillmore est devenu au fil du temps un personnage culte en sa qualité de chef de l'État américain le plus oubliable, Elbert B. Smith voit en lui « un président consciencieux » qui fit le choix d'honorer son serment d'investiture et de faire respecter le Fugitive Slave Act plutôt que de gouverner en fonction de ses préférences personnelles. Pour Smith, l'application de la loi sur les esclaves en fuite a donné à Fillmore une réputation pro-sudiste imméritée, tandis que le regard porté sur sa présidence pâtit du fait que « même ceux qui ont évalué de façon très positive son soutien au compromis l'ont fait presque à contrecœur, probablement en raison de sa candidature Know Nothing en 1856 ». Paul G. Calabresi et Christopher S. Yoo, dans leur étude du pouvoir présidentiel, considèrent que Fillmore fut « un exécuteur fidèle des lois des États-Unis ― pour le meilleur et pour le pire ». Robert Rayback applaudit quant à lui « l'enthousiasme et la sagesse avec lesquels il a défendu l'Union ». Benson L. Grayson avance pour sa part l'hypothèse que l'attention constante dont Fillmore fit preuve à l'égard du Mexique permit d'éviter une reprise de la guerre et jeta les bases de l'achat Gadsden sous la présidence de Franklin Pierce. Deux autres spécialistes, Fred I. Greenstein et Dale Anderson, font également l'éloge du 13e président américain pour sa détermination au cours des premiers mois de son mandat : « [Fillmore] est typiquement décrit comme étant flegmatique, fade et conventionnel, mais ces termes sous-estiment la force qui émane de sa gestion de la crise frontalière entre le Texas et le Nouveau-Mexique, sa décision de remplacer l'ensemble du cabinet de Taylor et son efficacité dans le processus d'adoption du compromis de 1850 ».
En dépit de ces appréciations positives, Fillmore figure généralement tout en bas des classements établis par les historiens et les politologues pour évaluer les mérites des présidents des États-Unis. Dans un sondage mené en 2018 au sein de l’American Political Science Association, il était ainsi considéré comme le sixième pire président américain de tous les temps. Une enquête réalisée par la chaîne de télévision C-Span en 2017 le classa 37e sur 43. 
Cherchant à dresser le bilan de la présidence de Fillmore, l'historien Michael Holt écrit :

« Du point de vue moderne, Fillmore semble presque un homme invisible parmi les présidents. Les livres sur lui sont quasiment inexistants. Mais ses réalisations, sans être grandes, n'en furent pas moins substantielles. En plus de la fine machinerie législative qui permit l'adoption du compromis, Fillmore mena également une politique étrangère disciplinée et reposant sur des principes. »